# Lynchius
Lynchius is een geslacht van kikkers uit de familie Strabomantidae. De groep werd voor het eerst wetenschappelijk beschreven door Stephen Blair Hedges, William Edward Duellman & Matthew P. Heinicke. De naam Lynchius is een eerbetoon aan de bioloog John D Lynch.
Het geslacht werd pas in 2008 erkend en werd daarvoor niet in de literatuur gebruikt. De soorten behoorden vroeger tot geslachten als Phrynopus en Eleutherodactylus.
Er zijn acht soorten die voorkomen in Zuid-Amerika; in Ecuador en Peru. De kikkers zijn alleen bekend van hooggelegen gebieden op een hoogte van 2215 tot 3100 meter boven zeeniveau.

## Soorten
- Lynchius flavomaculatus (Parker, 1938)
- Lynchius megacephalus Sánchez-Nivicela, Urgilés, Navarrete, Yánez-Muñoz & Ron, 2019
- Lynchius nebulanastes (Cannatella, 1984)
- Lynchius oblitus Motta, Chaparro, Pombal, Guayasamin, De la Riva & Padial, 2016
- Lynchius parkeri (Lynch, 1975)
- Lynchius simmonsi (Lynch, 1974)
- Lynchius tabaconas Motta, Chaparro, Pombal, Guayasamin, De la Riva & Padial, 2016
- Lynchius waynehollomonae Venegas, García Ayachi, Ormeño, Bullard, Catenazzi & Motta, 2021